# 萬宣
萬宣（15世紀—1465年），字邦達，南直隸太平府當塗縣人，明朝政治人物。

## 生平
萬宣是正統九年（1444年）應天鄉試舉人，多次參加會試下第，於是入讀國子監，謁選第一獲授陳州知州，景泰七年（1456年）到任，他心存忠厚而以謙遜自持，為政剛毅有為，能約束屬下不敢陷害人民，河南流寇肆虐，他抓拿後正法多人，地方因此安寧，又設立四義社學，聘請賢師教育民間子弟，州民都感激他。御史上表其功績，獲賜錫誥旌異，進階奉直大夫，九年任滿後，士大夫寫下《牧民十詠》送給他誌謝，而他卻在北京待選時酒後發病逝世，都御史吳琛曾對他人說：「萬邦達臨民之政，琛遠不逮也。」。

## 引用
1. 1 2  乾隆《當塗縣志·卷十八·人物》：萬宣 字邦達，正統舉人，屢會試不第，卒業太學，謁選吏部考第一，授陳州知州，宣存心忠厚而謙以自持，與人交欵典有情，至蒞政剛果有為，約束吏胥無敢鴟張羅織病民者，河南多攘劫寇，宣廉得置於法者甚眾，四境晏然，立四義社學，以金帛請賢師教民間子弟，州民徳之，部使者上其績，賜誥旌異，進階奉直大夫，九載秩滿士夫贈民十詠以寓感思，待選京邸卒繁邑，都御史吳琛嘗謂人曰：「萬邦逹臨民之政，琛遠不逮也。」
2. ↑  乾隆《當塗縣志》·卷十七·選舉：睿帝……（正統）九年甲子科（舉人）……萬宣 見人物
3. ↑  乾隆《陳州府志·卷十四·名宦》：萬宣，江南當塗人，領鄉薦，景泰丙子知州事，蒞政嚴明，約束吏胥無敢鴟張蠧民者，時境內多盜，捕得之悉置于法，一郡肅然，部使者上其績詔旌異焉。
4. ↑  乾隆《（安徽）太平府志·卷二十四·人物志》：萬宣，字邦達，刻志問學，為文滂沛明白，正統領鄉薦，屢會試不第，卒業大學，謁選吏部考居第一，授河南陳州知州。宣存心忠厚，而廉以自持，與人交欵曲有情，至蒞政剛果有為，約束吏胥無敢鴟張羅織病民者；河南多攘劫寇，宣善廉得之置于法者甚眾，四境宴然，立四義社學，以金帛請賢師教民間子弟，州民德之，部使者上其績錫誥旌異，進階奉直大夫，九載秩滿，士夫贈牧民十詠以誌感，待選京邸，酒後疾作卒，吳琛嘗謂人曰：「萬邦達臨民之政，琛遠不逮也。」其為人推重如此。